# Parasolid
Parasolid est un noyau de modélisation géométrique, créé par ShapeData puis édité par Unigraphics Solutions et aujourd'hui édité par Siemens PLM Software.

## Logiciels utilisateurs du noyau Parasolid
Bien qu'édité par Siemens PLM Software et utilisé par les outils NX et Solid Edge de cet éditeur, de nombreux logiciels de CAO et de simulation utilisent Parasolid moyennant royalties et avec un niveau de performance dégradé par rapport aux solutions logicielles Siemens PLM Software; parmi eux :
- I-deas ;
- SolidWorks édité par Dassault Systèmes ;
- Les logiciels édités par ANSYS ;
- Vectorworks ;
- WorkNC ;
- TopSolid édité par la société du même nom (ex Missler Software).
- Allplan édité par Nemetschek (depuis la version 2016)[2],[3]